# Danny Clark
Daniel "Danny" Clark, född den 30 augusti 1951 i Launceston, Tasmanien, är en australisk bancyklist som tog OS-silver i kilometerlopp vid olympiska sommarspelen 1972 i München. Under sin karriär vann han 75 sexdagarslopp – endast Patrick Sercu (88 segrar) har vunnit fler. Därtill blev han världsmästare i keirin 1980 och 1981, samt i stayerlopp 1988 och 1991.

## Meriter

### Landsväg
1979
5:a totalt i Deutschland Tour
9:a i Scheldeprijs

### Bana

#### Europamästerskap
Europamästerskapen i bancykling var öppna även för icke-européer till och med 1990 (därefter tog den nybildade UEC över efter FICP).
Danny Clarks podieplaceringar:
| \ Säsong |

| Disciplin\ |

Not: I madison anges Clarks partner med initialer:  Donald Allan,  Francesco Moser och  Tony Doyle.

#### Sexdagarslopp
I tabellen nedan listas Danny Clarks segrar och partners (med initialer):
| \ Säsong |

| Plats \ |

| \ Säsong |

| Partner \ |

Noter:
Lopp: Asterisk efter ortnamnet markerar att tävlingen hölls före nyår (1 juli – 31 december, Kölns sexdagars gick över nyårshelgen). Asterisk efter partnern anger att loppet denna säsong kördes före nyår. Bassano del Grappa kördes med tremannalag under 1986/1987.
Partners: Raden "Övriga" innehåller de partners som bara bidrog till en seger, dessa är:

 Frank Atkins (74/75)
 Freddy Maertens (77/78)
 Bernard Thévenet (80/81)
 Henry Rinklin (82/83)
 Horst Schütz (84/85)
 Hans-Henrik Ørsted (85/86)
 Roberto Amadio (86/87)
 Bernard Vallet (86/87)
 Roman Hermann (88/89)
 Uwe Bolten (88/89)
 Adriano Baffi (89/90)
 Gilbert Duclos-Lassalle (89/90)
 Andreas Kappes (93/94)
 Marcelo Alexandre (93/94)
 Jimmi Madsen (94/95)
 Graeme Brown (99/00)